# كلاوس ديك
كلاوس ديك (بالألمانية: Klaus Dick)‏ (و. 1928  م) هو كاهن كاثوليكي ألماني، ولد في كولونيا.

## مناصب
تولى منصب أسقف كاثوليكي (منذ 19 مايو 1975)
- أسقف عنواني  [لغات أخرى]‏[2]
- أسقف مساعد  [لغات أخرى]‏[2]